# Huitzitón
En la mitología mexica Huitzitón fue quien guio a los mexicas hacia sus tierras prometidas, y fue el fundador de Tenochtitlan.
Según la historia, un pájaro se apareció sobre un árbol emitiendo un canto que en nahuatl significa 'ya vámonos', Huitzitón ayudado por Tecpatzin animó a su pueblo y se dispusieron a iniciar una migración a nuevas tierras, conocidas como Tenochtitlan.
Se cree que Huitzitón es la encarnación del dios Huitzilopochtli, del cual fue después deificado como tal.